# (10927) Vaucluse
(10927) Vaucluse est un astéroïde de la ceinture principale.

## Description
(10927) Vaucluse est un astéroïde de la ceinture principale. Il fut découvert le 29 janvier 1998 à Blauvac, dans le département de Vaucluse en France, par René Roy. Il présente une orbite caractérisée par un demi-grand axe de 2,60 UA, une excentricité de 0,13 et une inclinaison de 6,7° par rapport à l'écliptique.